# DJ-Programm

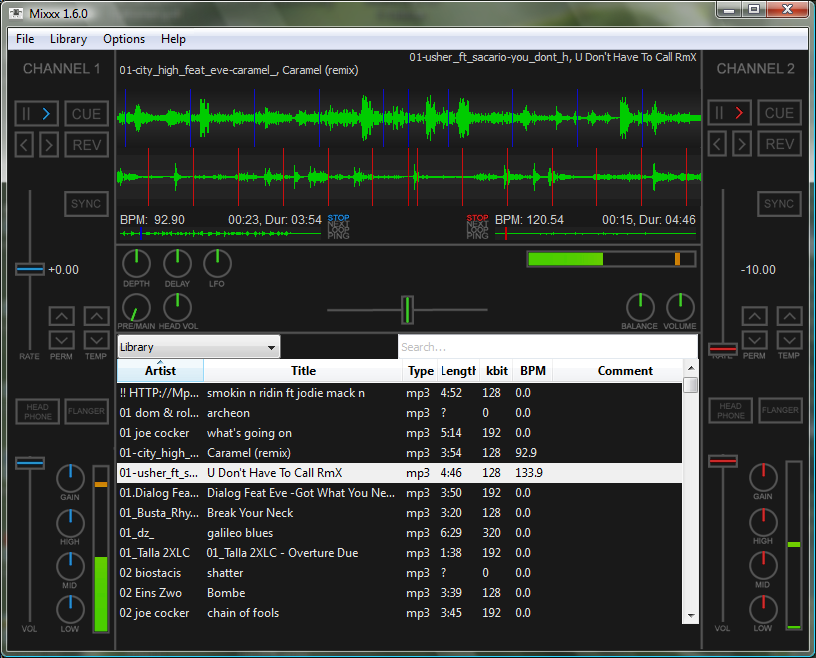
Screenshot eines DJ-Programmes mit 2 virtuellen Decks (Mixxx 1.6)

Ein DJ-Programm ist eine Musiksoftware, die das von einem Diskjockey normalerweise an Plattenspielern oder CD-Spielern und einem Mischpult durchgeführte Mixen auf einem PC virtuell nachbildet. Grafische Oberfläche und Funktionsumfang der Software orientieren sich meist am Live-Charakter des Abmischens. Anstatt Schallplatten oder CDs werden dabei Audiodateien, häufig MP3-Dateien verwendet. In der Regel verfügen die Programme über eine visuelle Oberfläche mit zwei (oder mehr) symbolisierten Abspieldecks sowie diversen Reglern. Einige Programme verfügen zudem über vielfältige Sampling-Optionen sowie die Integration verschiedener Effekte, wodurch die Möglichkeiten für den DJ stark erweitert werden.

## Steuerung mittels externer Hardware

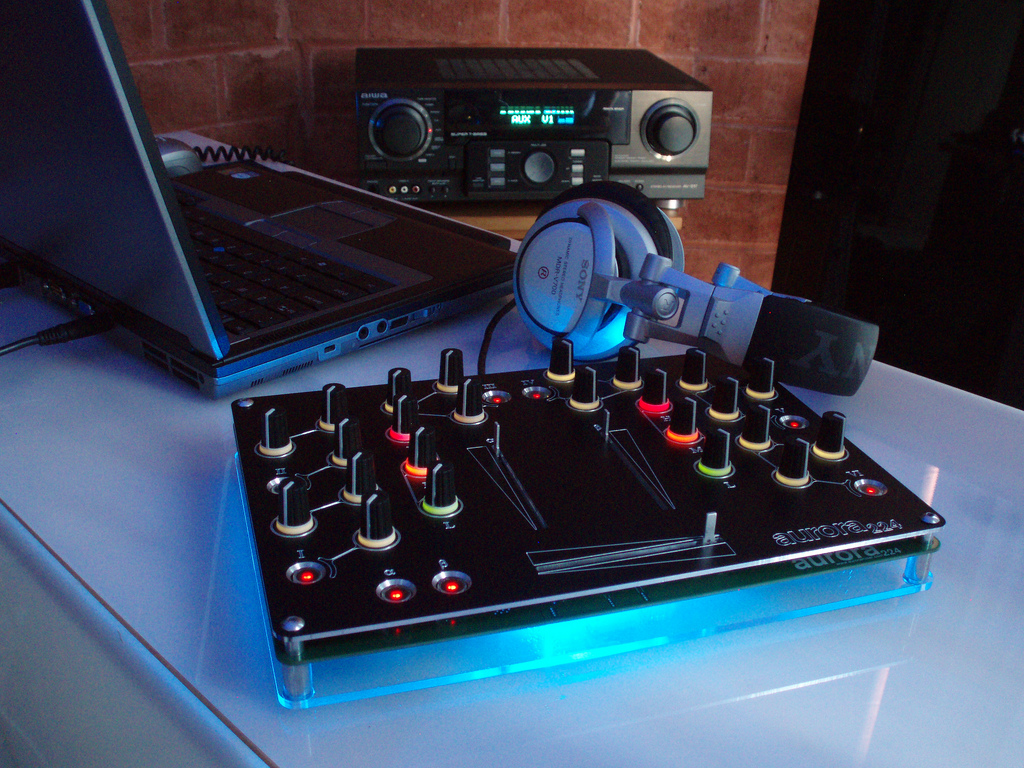
Digitaler MIDI-DJ-Controller

Die meisten, bzw. alle etablierten Programme bieten die Möglichkeit, externe MIDI-Controller an den PC anzuschließen, dies erfolgt heutzutage meist über USB. Diese verfügen über sogenannte Jog Wheels, Tasten, Regler, Displays und Leuchtdioden, so dass sich das Programm DJ-gerecht steuern lässt, was mit Tastatur und Maus kaum möglich ist. Tasten, Regler und Anzeigen lassen sich je nach DJ-Software durch individuelle Mappings jeder beliebigen Funktion des DJ-Programms zuordnen. Viele aktuelle DJ-Controller beinhalten bereits ein Audio-Interface, sodass PC/Notebook und DJ-Controller bereits ein komplettes DJ-Set bilden.
Einige Programme bieten zudem die Möglichkeit, Plattenspieler oder CD-Spieler an den PC anzuschließen, auf denen eine spezielle Schallplatte bzw. CD mit sogenanntem Timecode aufgelegt wird. Dadurch kann die Audiodatei wie ein originaler Tonträger behandelt werden. Durch Anschluss externer Audio-Interfaces kann die Musik auch mit herkömmlichen Mischpulten gemixt werden. Das Programm fungiert dann als alleinige Musik-Input Quelle, das Mischpult als Output. Durch Synchronisation können so bis zu vier virtuelle Decks auf vier Kanäle am Mischpult gelegt werden.

## Organisation der Musikdateien
Bisweilen ist der Software eine Datenbank mit Dateibrowser angeschlossen, in der Playlisten erstellt und verwaltet werden können. Zudem bieten einige Programme die Möglichkeit, extern erstellte Playlisten zu importieren, beispielsweise durch die Integration der Mediathek und Playlisten von iTunes.

## Liste bekannter DJ-Programme
- Ableton Live
- BPM-Studio[1]
- Cross DJ
- Deckadance[2]
- djay
- djDecks[3]
- E-Mix
- FutureDecks
- Marvinware DJ Master
- Mixxx
- Rane Serato Scratch Live
- rekordbox
- SAM Broadcaster
- Serato DJ
- Torq[4]
- Traktor (von Native Instruments)
- UltraMixer
- VirtualDJ[5]

### Vergleich grundlegender Funktionen
| Programm                 | Anzahl der Decks    | Pitch- Kontrolle | Automatisches Beatmatching | Timecode- Unterstützung            | Besonderheiten                                                                    | Betriebssystem         | Lizenz                         |
| ------------------------ | ------------------- | ---------------- | -------------------------- | ---------------------------------- | --------------------------------------------------------------------------------- | ---------------------- | ------------------------------ |
| BPM-Studio               | 2                   | Ja               | Ja                         | Ja                                 | Demo erreicht nahezu den Umfang der Kaufversion                                   | Windows                | Proprietär                     |
| Deckadance               | 2                   | Ja               | Ja                         | Ja (Final Scratch)                 | Unterstützung externer VST-Plugins                                                | Windows, Mac OS X      | Proprietär                     |
| djDecks                  | 2                   | Ja               | Nein                       | Ja                                 | Integriert in VirtualDJ 8                                                         | Windows                | Proprietär                     |
| E-Mix                    | 2                   | Ja               | Ja                         |                                    |                                                                                   | Windows                | Proprietär (in drei Versionen) |
| FutureDecks              | 2                   | Ja               | Ja                         | Ja (ab Version 1.3.1)              |                                                                                   | Windows, Mac OS X      | Proprietär                     |
| Mixxx                    | 2 bzw. 4            | Ja               | Ja                         | Ja                                 |                                                                                   | Windows, Mac OS, Linux | GPL                            |
| MegaSeg DJ               | 2                   | Ja               | Ja                         |                                    |                                                                                   | Mac OS X               | Proprietär                     |
| SAM Broadcaster          | 2                   | Ja               | Ja                         |                                    | Wird hauptsächlich für Webradio eingesetzt                                        | Windows                | Proprietär                     |
| Rane Serato Scratch Live | 2 bzw. 4            | Ja               | Nein                       | Ja                                 | Software kostenlos, aber ohne SL-Box nur 1 Kanal                                  | Windows, Mac OS X      | Freeware                       |
| Serato DJ Pro            | 2 bzw. 4            | Ja               | Ja                         | Ja (erfordert DVS Lizenz)          | Software kostenlos, aber ohne Serato-unterstützen Hardware-Controller nur 1 Kanal | Windows, Mac OS X      | Proprietär                     |
| Traktor                  | 2 (LE) bzw. 4 (Pro) | Ja               | Ja                         | Ja (nur Traktor Scratch Editionen) | seit Version 2.5 optional 2 Remix-Decks (nur Pro)                                 | Windows, Mac OS X      | Proprietär                     |
| UltraMixer               | 4 (ab Version 6)    | Ja               | Ja                         |                                    |                                                                                   | Windows, Mac OS X      | Proprietär                     |
| VirtualDJ Pro Full       | 99 (ab Version 7)   | Ja               | Ja                         | Ja                                 | VST-Plugins, Sampler                                                              | Windows, Mac OS X      | Proprietär                     |
| VirtualDJ Home           | 99 (ab Version 7)   | Ja               | Ja                         | Nein                               | VST-Plugins, Sampler                                                              | Windows, Mac OS X      | Freeware                       |